# 遠い音楽
『遠い音楽』（とおいおんがく）はZABADAKの5thアルバム。演奏者に金子飛鳥、梯郁夫、保刈久明、安井敬、渡辺等を起用し全曲がイギリスのリアル・ワールド・スタジオでミックスされた。

## 解説
- 「harvest rain（豊穣の雨）」は特に表記は無いがシングルとは別バージョンで、シングルで最初に鐘の音を挿入した5分半弱の楽曲だが、今作ではシングルにはなかった1番と2番の間及び、2番から間奏や2番のサビの部分の繰り返し等が挿入されるなどを施した約7分の大作になっている。

- 「遠い音楽」は今作からの先行シングルカット曲で、シングル・今作共に上野がリードボーカルを取っているが、吉良がリードボーカルを取っている音源が『TRIO』『STORIES』『宇宙のラジヲ』に収録されている。

- 今作では「夢を見る方法」「生まれた街で」「とぎれとぎれのSilent Night」は吉良がリードボーカルをとり、それ以外は上野がリードボーカルをとっている。

- オリコンチャートでは初登場・最高位54位、売上7000枚（1998年11月30日付）[1]。

## 曲目
| 全編曲: ZABADAK・今井裕。 |                                |                             |           |       |
| #                         | タイトル                       | 作詞                        | 作曲      | 時間  |
| 1.                        | 「満ち潮の夜」                 | 小峰公子                    | 吉良知彦  | 3:31  |
| 2.                        | 「夢を見る方法」               | 小峰公子                    | 吉良知彦  | 4:27  |
| 3.                        | 「遠い音楽」                   | 原マスミ                    | 吉良知彦  | 4:42  |
| 4.                        | 「二月の丘」                   | Harry Butterfield・小峰公子 | 上野洋子  | 4:55  |
| 5.                        | 「愛は静かな場所へ降りてくる」 | 小峰公子                    | 上野洋子  | 5:13  |
| 6.                        | 「生まれた街で」               | 小峰公子                    | 吉良知彦  | 4:24  |
| 7.                        | 「Sarah」                      | 小峰公子                    | 吉良知彦  | 4:43  |
| 8.                        | 「Around The Secret」          | 覚和歌子                    | 上野洋子  | 2:53  |
| 9.                        | 「とぎれとぎれのSilent Night」 | 小峰公子                    | 吉良知彦  | 4:47  |
| 10.                       | 「harvest rain（豊穣の雨）」   | 小峰公子                    | 吉良知彦  | 7:03  |
| 合計時間:                 | 合計時間:                      | 合計時間:                   | 合計時間: | 46:38 |

## カバー
- 2000年代半ばよりバンダイナムコエンターテインメントが展開している育成シミュレーションゲーム・およびそれを元としたメディアミックスコンテンツである『アイドルマスターシリーズ』に登場しているキャラクター・如月千早（演・今井麻美）が「遠い音楽」をカバーしており、2009年4月に発売された『THE IDOLM@STER MASTER SPECIAL 03 如月千早・我那覇響』に収録されている[2][3]。